# وایکینگ ۱

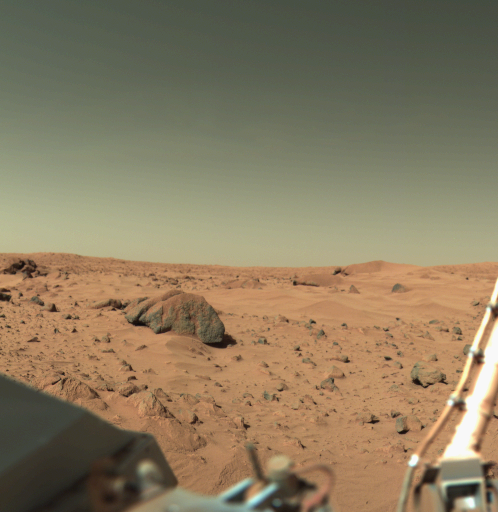
این تصویر در محل فرود فضاپیمای وایکینگ ۱ گرفته شده‌است. صخره‌ای که در سمت چپ مرکز تصویر قرار گرفته‌است تقریباً ۲ متر پهنا دارد. این صخره توسط دانشمندان دست‌اندرکار پروژهٔ وایکنیگ با نام «جو گُندهه» (Big Joe) نامگذاری شد. با اینکه سطح بالایی صخره با خاک سرخ پوشیده شده‌است، اما بخش‌های دیگر آن از نظر رنگ شبیه صخره‌های بازالتی کرهٔ زمین است و بنابراین به نظر می‌رسد که این صخره نتیجهٔ یک فوران ناگهانی آتشفشانی باشد که به این محل پرتاب شده‌است.

وایکینگ ۱ نام اولین فضاپیما از دو فضاپیمایی بود که در طی برنامه وایکینگ ناسا به مریخ فرستاده شد.
این فضاپیما در تاریخ ۲۰ آگوست ۱۹۷۵ به فضا پرتاب شد و در ۱۹ ژوئن ۱۹۷۶ به مدار مریخ وارد گردید. فرود بر سطح سیاره برای تاریخ ۴ ژوئیه - روز استقلال آمریکا - برنامه‌ریزی شده بود، اما تصویربرداری از محل فرود نشانگر محلی بسیار ناهموار بود و فضاپیما نمی‌توانست فرود امنی داشته باشد؛ بنابراین فرود تا زمانی که محلی مناسب‌تر یافت شود به تعویق انداخته شد. بخشی از فضاپیما که قرار بود بر سطح سیاره فرود بیاید در تاریخ ۲۰ ژوئیه ساعت ۰۸:۵۱ (وقت جهانی) از بخشی مداری آن جدا شد و در ساعت ۱۱:۵۶:۰۶ (وقت جهانی) بر سطح مریخ فرود آمد.
وایکینگ ۱ قرار بود تنها سه ماه فعالیت کند، اما توانست ۶ سال به ارسال اطلاعات بپردازد∗. ارتباط این فضاپیما با زمین در تاریخ ۱۳ نوامبر ۱۹۸۲ به دلیل یک فرمان ناقص که از مرکز کنترل زمین ارسال گردید، قطع شد.

## مأموریت

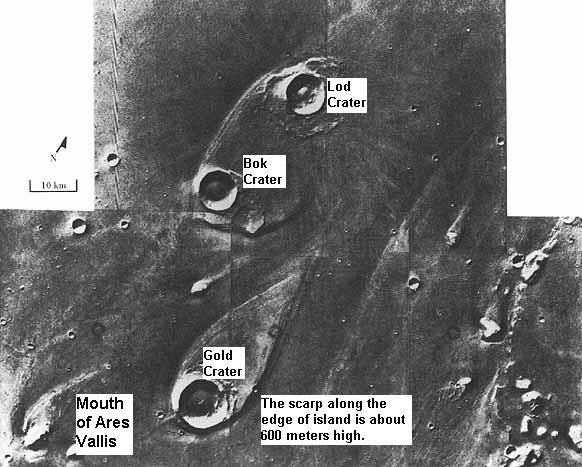
عکسی که توسط وایکینگ 1 گرفته شده.

پس از پرتاب با استفاده از یک وسیله پرتاب تایتان / قنطورس در ۲۰ اوت ۱۹۷۵، و یک سفر ۱۱ ماهه به مریخ، مدارگرد شروع به بازگشت تصاویر جهانی از مریخ حدود ۵ روز قبل از قرار دادن مدار کرد. مدارگرد وایکینگ ۱ در تاریخ ۱۹ ژوئن ۱۹۷۶ وارد مدار مریخ شد و در ۲۱ ژوئن به مدار صدور ۱۵۱۳ ۳۳ ۳۳۰۰۰ کیلومتر، مدار ۲۴/۶۶ ساعته اصلاح شد. فرود در مریخ برای ۴ ژوئیه ۱۹۷۶، دو صد سالگی ایالات متحده برنامه‌ریزی شده بود، اما تصویربرداری از محل فرود اولیه نشان داد که برای فرود ایمن بسیار خشن است. فرود تا یافتن مکان ایمن به تأخیر افتاد، و در عوض در ۲۰ ژوئیه هفتمین سالگرد فرود آپولو ۱۱ ماه انجام شد. فرودگر در ساعت 08:51 UTC از مدارگرد جدا شد و در ساعت 11:53:06 UTC در Chryse Planitia فرود آمد. این اولین تلاش ایالات متحده برای فرود در مریخ بود.

## نگارخانه

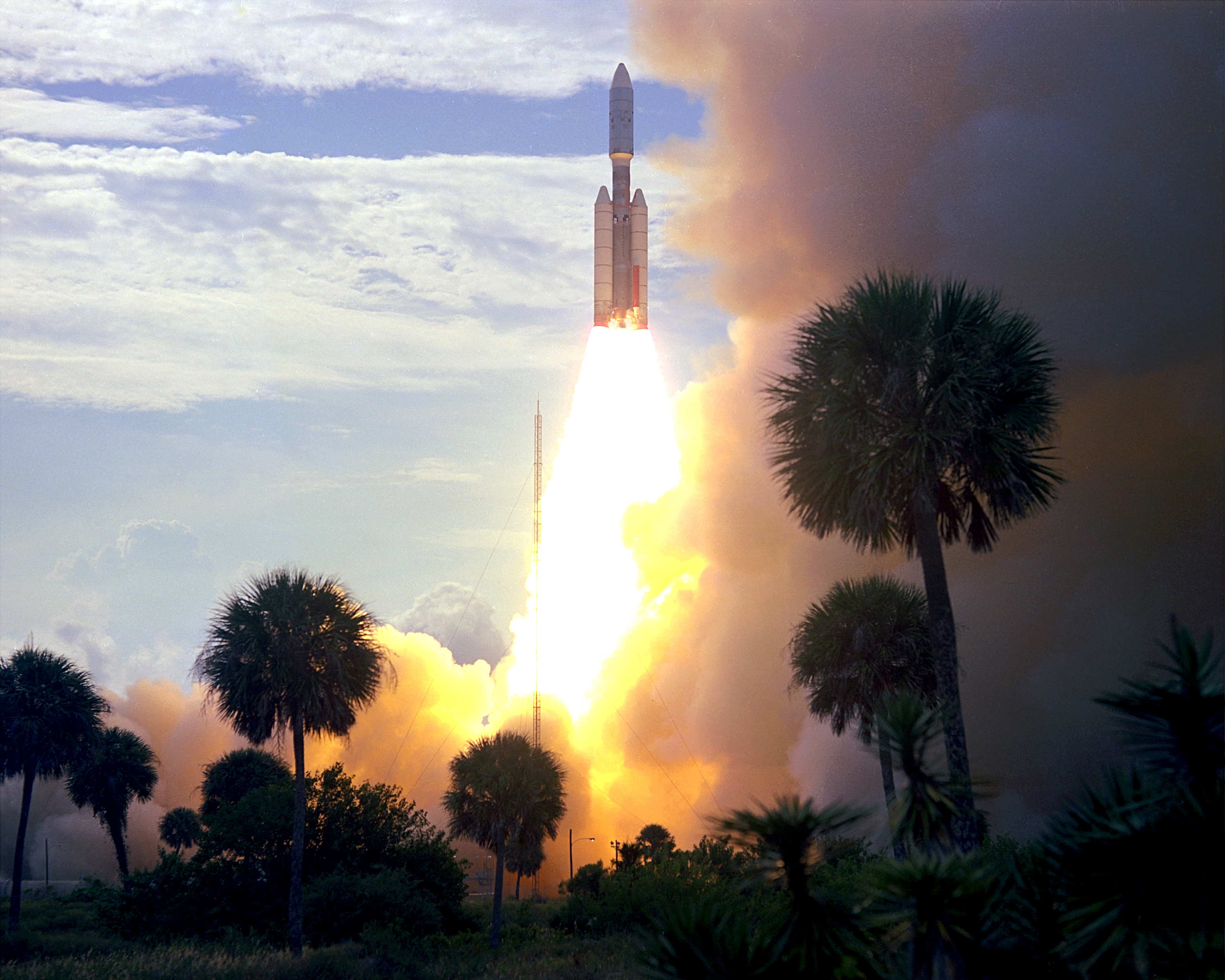
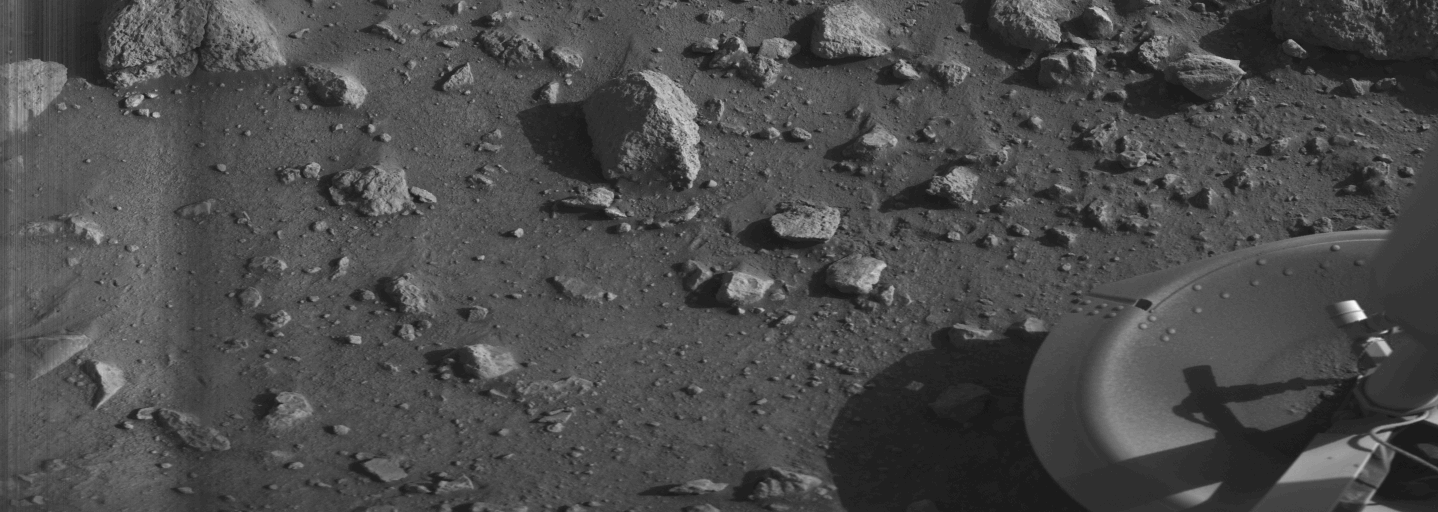
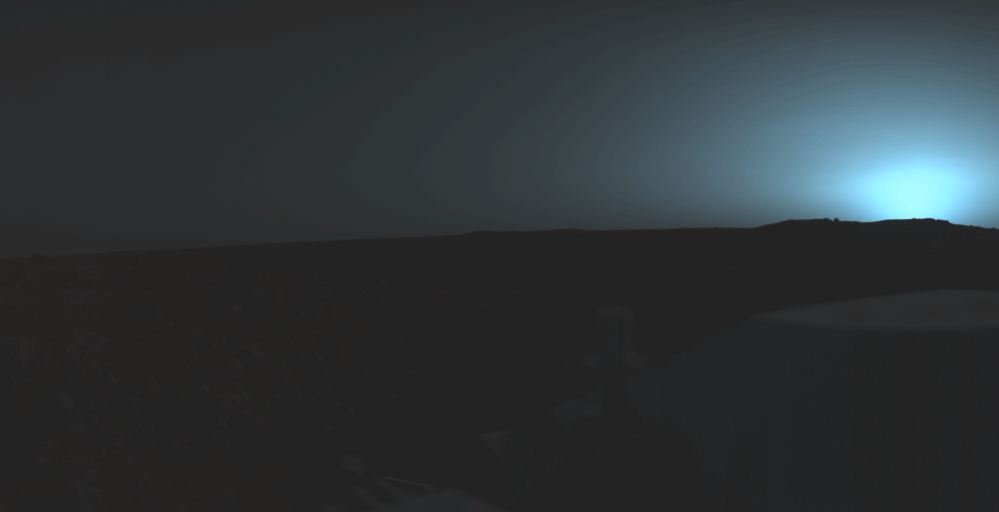
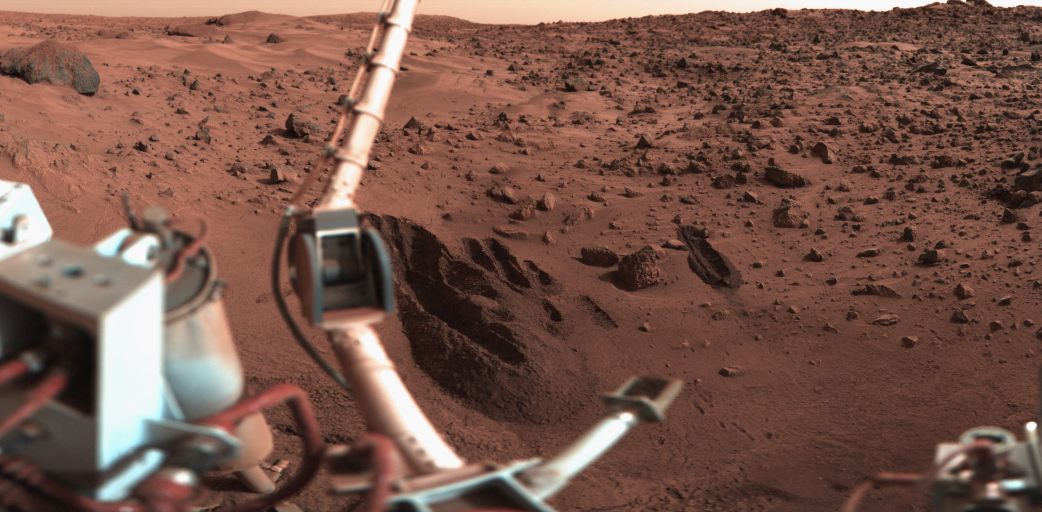
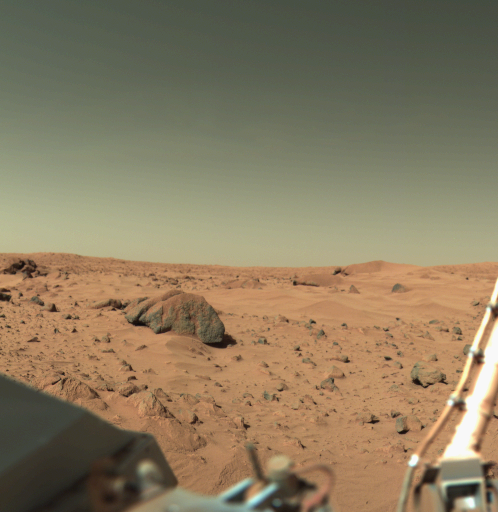
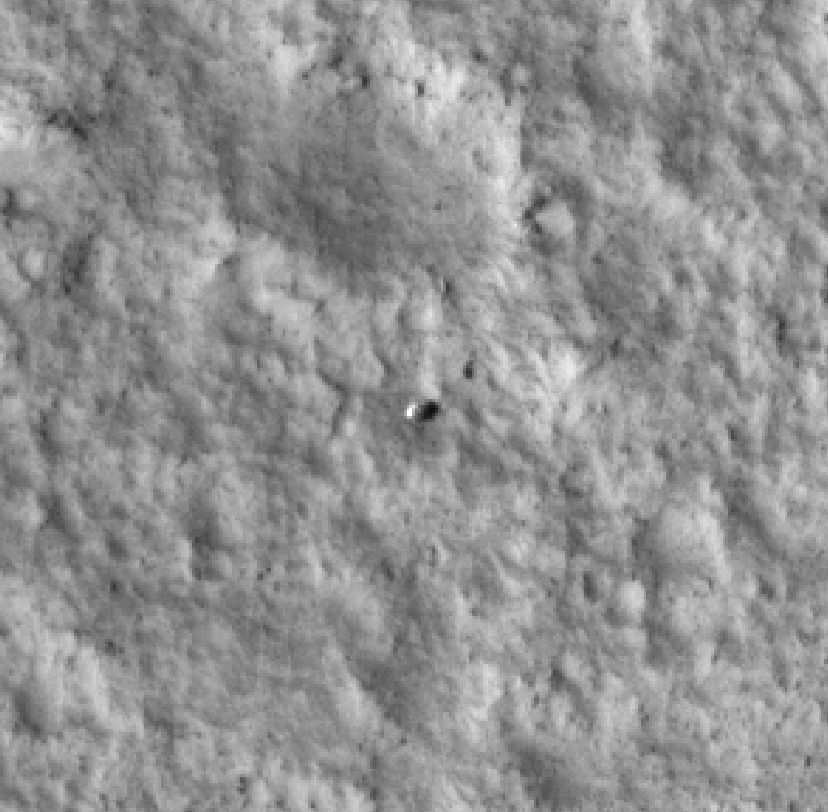
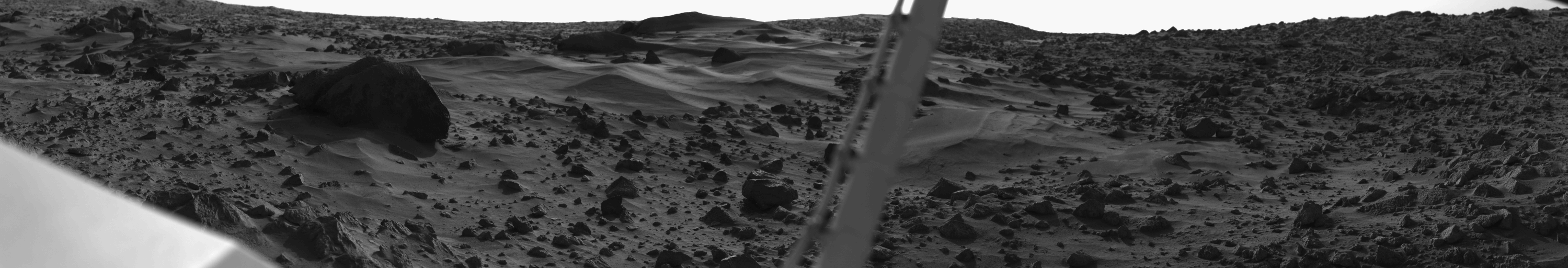